# Teatro Nazionale di Pécs
Il Teatro Nazionale di Pécs (in ungherese Pécsi Nemzeti Színház) è il principale centro teatrale della città ungherese.

## Storia
Le rappresentazioni teatrali divennero un'attrazione regolare nella città all'inizio del XIX secolo, dove venivano realizzate opere in lingua tedesca e ungherese. Il più delle volte erano sistemati in sale da ballo più grandi, o locande, come il ristretto palcoscenico di Tettye o la locanda Elefánt. Mentre venivano programmati spettacoli costantemente dal 1815 in poi, il primo, e vero e proprio teatro, fu allestito nel 1840, nell'attuale via Mária, ma venne successivamente demolito nel 1890; di quest'edificio è rimasto solo un bozzetto della facciata.
Per soddisfare la richiesta della cittadinanza di una struttura teatrale di alta qualità, il consiglio comunale istituì un comitato, guidato dal sindaco János Aidinger per coordinarne la pianificazione. Il concorso indetto per la costruzione del nuovo teatro nel 1890 fu vinto da Adolf Lang e Adolf Steinhardt, che, in collaborazione con il rinomato duo Fellner e Helmer, e 10.000 fiorini concessi dal consiglio di contea, diedero inizio al progetto. La prima teatrale fu tenuta il 5 ottobre 1895 con la commedia Bánk bán.
Il teatro fu nazionalizzato tra il 1949 e il 1989. Dopo un lungo periodo di abbandono e degrado a metà degli anni '80 si avviò un restauro di cinque anni (dal 1986), che permise di dotare il teatro di una moderna orchestra e di nuovi macchinari.

## Fonti
- (HU) Székely György, Magyar Színházmuvészeti Lexikon, Budapest, Akadémiai Kiadó, 1994, ISBN 978-963-05-6635-3.
- (HU) Bezerédy Győző, Száz pécsi évad: a Pécsi Nemzeti Színház száz éve, Pécs, Baranya Megyei Könyvtár, 1995, ISBN 978-963-7272-90-5.